# Моргаушка
Морга́ушка (чув. Муркаш) — река в России, правый приток реки Унга:232, протекает по территории Моргаушского и Чебоксарского районов Чувашии.

## География
Исток — у деревни Сюрла-Три Моргаушского района, устье у села Ишаки Чебоксарского района, на 41 км Унги. Длина реки — 30 км, площадь водосборного бассейна — 251 км². Коэффициент густоты речной сети колеблется от 0,4 до 0,9 км/км². Годовой сток 160—180 мм.
Притоки: главные — Суратка, Кидярка; Лумиша́р:204, Елачка (Ёлача).
На берегах Моргаушки расположены населённые пункты: сёла Моргауши, Акрамово, Оринино Моргаушского района, Иша́ки Чебоксарского района; деревни Малиновка, Синьял-Акрамово, Синьял-Моргауши, Шептаки, Шоркасы, выселок Хоракасы Моргаушского района, деревни Тойдеряки, Шоркасы, Яныши Чебоксарского района.

## Данные водного реестра
По данным государственного водного реестра России, относится к Верхневолжскому бассейновому округу, водохозяйственный участок реки — Цивиль от истока и до устья, речной подбассейн реки — Волга от впадения Оки до Куйбышевского водохранилища (без бассейна Суры). Речной бассейн реки — (Верхняя) Волга до Куйбышевского водохранилища (без бассейна Оки).
Код объекта в государственном водном реестре — 08010400412112100000230.